# El abeto
El abeto (Grantræet), también conocido como El pino y como El árbol de Navidad, es un cuento de hadas del escritor y poeta danés Hans Christian Andersen (1805-1875), famoso por sus cuentos para niños. Fue publicado por primera vez el 21 de diciembre de 1844.
El cuento El abeto es el n.º 26 de la colección Nuevos cuentos de hadas en 1815.

## Trama
Un abeto sueña con hacerse mayor y no deja de pensar en lo que podría hacer si tuviera más edad. Y así van transcurriendo los años hasta que, al fin, ha crecido lo suficiente. Los hombres se lo llevan a la ciudad y el abeto no cabe en sí de alegría; cree que le aguardan grandes cosas allí. Y efectivamente, cuando llega el día de Navidad es engalanado con todo tipo de adornos, y piensa que es el comienzo de una serie de hechos extraordinarios que le acontecerán. Pero pasadas las fiestas es encerrado en un rincón oscuro y, posteriormente, cortado en troncos para leña. Y así se dio cuenta de que el tiempo había pasado, y añoró el no haber disfrutado más del presente en vez de estar constantemente pensando en el futuro.

## Publicación
El abeto fue publicado junto a La reina de las nieves el 21 de diciembre de 1844 por C.A. Reitzel en Copenhague en la colección Nuevos cuentos de hadas. Primer Tomo. Segunda colección. 1845. (Nye Eventyr. Første Enlazar. Anden Samling. 1845). Fue reeditado el 18 de diciembre de 1849 en Cuentos de hadas. 1850. (Eventyr. 1850.) y de nuevo el 15 de diciembre de 1862 en la colección Cuentos e historias de hadas. 1862. (Eventyr og Historier. Første Bind. 1862.)
Andersen promovió el cuento mediante su lectura en voz alta en reuniones sociales. En diciembre de 1845, lo leyó junto con El patito feo a la princesa de Prusia, y al Conde de Bismarck-Bohlen en la fiesta de Navidad, a la que también acudió el folclorista Wilhelm Grimm, a quien, según el diario de Andersen, le gustó la historia.